# Henry Aldrich
Pour les articles homonymes, voir Aldrich.
Henry Aldrich, né en 1647 et mort le 14 décembre 1710, est un théologien, philosophe et compositeur anglais.

## Biographie
Henry Aldrich étudie à Westminster School sous la direction de Richard Busby (en). En 1662, il entre à Christ Church à Oxford, et en 1689, il est nommé doyen en remplacement du catholique romain John Massey, qui avait fui sur le continent,. En 1692, il devient vice-chancelier de l'Université d'Oxford, poste qu'il occupe jusqu'en 1695. En 1702, il est nommé recteur de Wem dans le Shropshire mais demeure à Oxford où il meurt le 14 décembre 1710. Il est inhumé dans la cathédrale de Christ Church sans mémorial, à sa propre demande.

## Travaux

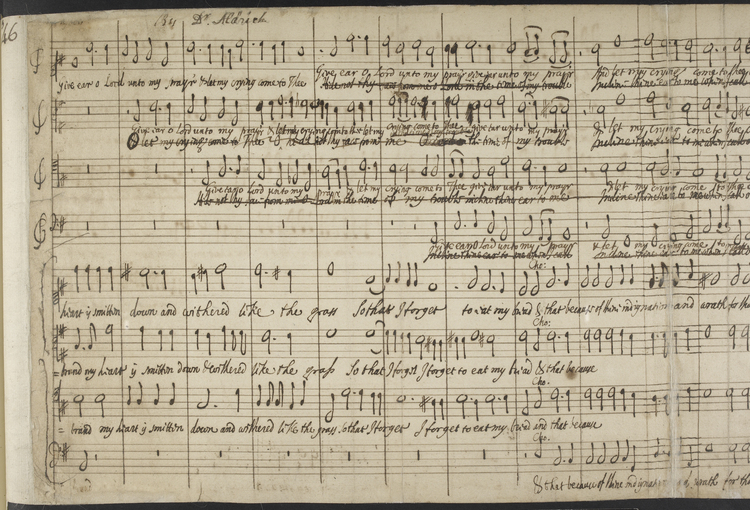
Un folio de Give ear, O Lord d’Aldrich, écrit de sa propre main.

Henry Aldrich est un homme aux dons exceptionnellement variés. Savant classique du mérite, il est surtout connu pour être l'auteur d'un petit livre de logique (Artis Logicæ Compendium). Bien que n'étant pas novateur dans le domaine de la logique elle-même (il est proche de Summulae Logicales de Peter d'Espagne), son utilisation insistante par des générations d’étudiants d’Oxford a démontré sa grande valeur synthétique et didactique : le Compendium continuait à être lu à Oxford (dans l'édition révisée de Mansel) jusqu'à la fin du milieu du XIXe siècle.
Aldrich composa également un certain nombre d'hymnes et de services religieux de grande valeur, et adapta une grande partie de la musique de Palestrina et de Carissimi aux mots anglais avec beaucoup de talent et de jugement. C'est à lui que nous devons la fameuse prise, "Écoutez, les cloches de l'église du Christ".

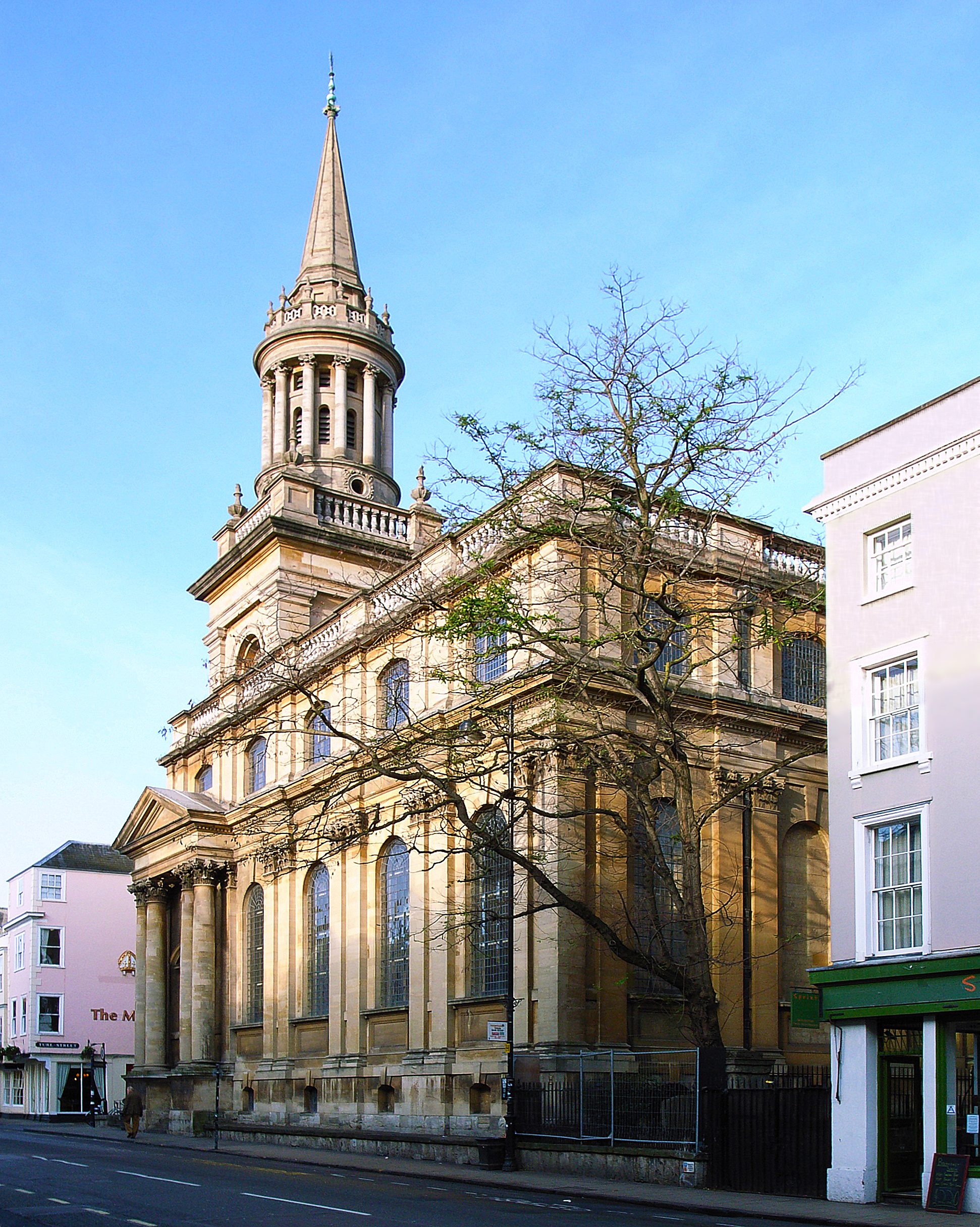
All Saints Church sur le côté nord de la rue haute, conçue par Henry Aldrich et achevée en 1720.

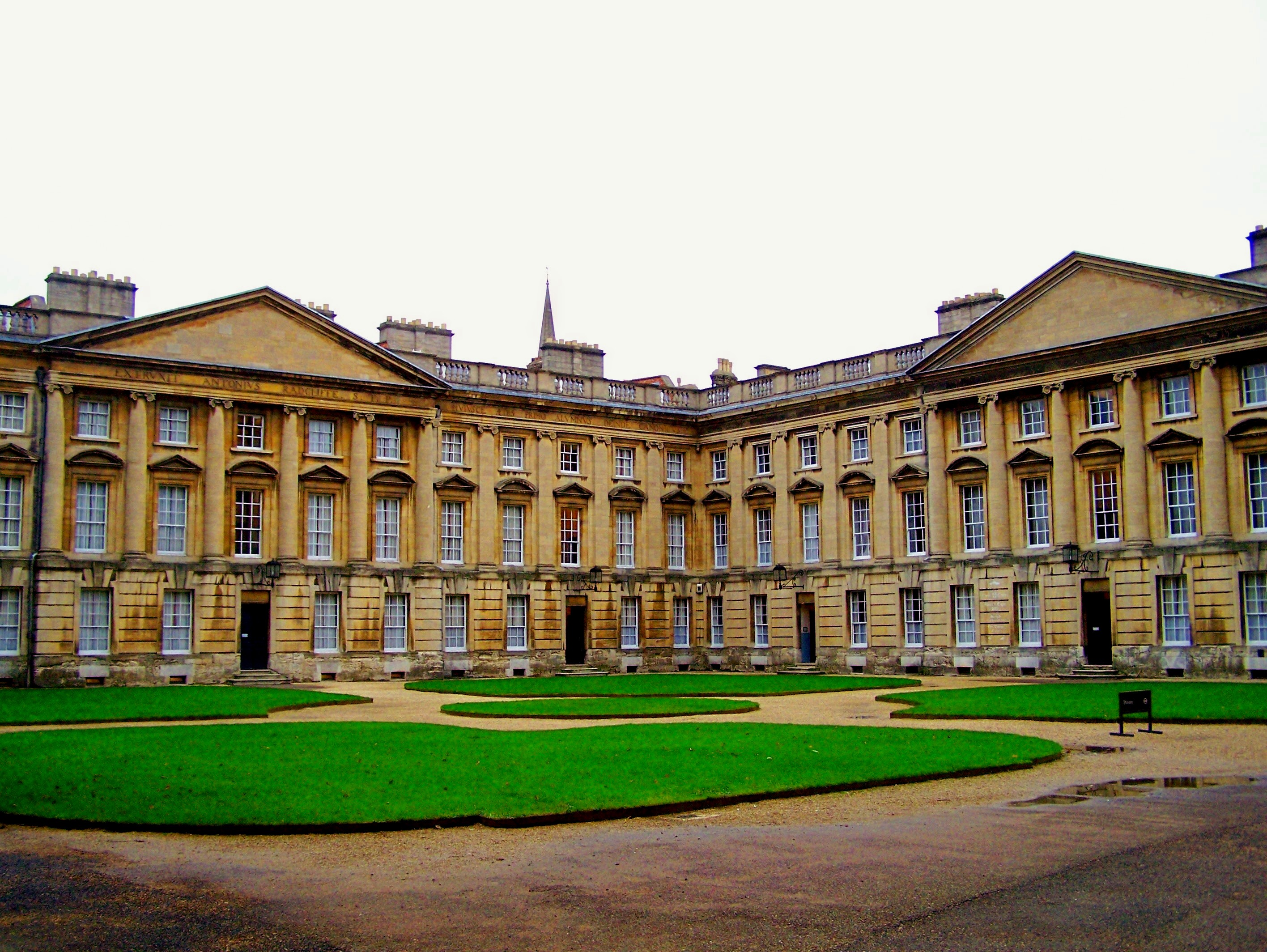
Peckwater Quadrangle de Christ Church à Oxford, conçu par Henry Aldrich.

L'église et le campanile de l'église All Saints Church d'Oxford, ainsi que les trois côtés de l'église dite Peckwater Quadrangle of Christ Church, érigée d'après ses plans, témoignent de son talent d'architecte. Il avait une grande réputation de convivialité, et il a écrit une version latine humoristique de la ballade populaire Un soldat et un marin, Un bricoleur et un tailleur, etc.
Un autre exemple de son esprit est fourni par l'épigramme suivant des cinq raisons de boire :
Si bene quid memini, causae sunt quinque bibendi;
Hospitis adventus, Praesens sitis atque futura,
Aut vini bonitas, aut quaelibet altera causa.
La traduction donne:
Si sur mon thème je pense à juste titre,
Les hommes boivent pour cinq raisons:
Bon vin; un ami; parce que je suis sec
Ou de peur que je devrais être bientôt;
Ou - toute autre raison pour laquelle.